# Chkalovka
Chkalovka (in armeno Չկալովկա?, fino al 1946 Aleksandrovka o Zeynalaghali) è un comune dell'Armenia di 581 abitanti (2009) della provincia di Gegharkunik. Fondata nel 1840, il nome della cittadina venne assegnato in onore del pilota Valeri Chkalov.